# Telefunken
Telefunken fue una empresa alemana de fabricación de aparatos de radio y televisores fundada en 1903. Al principio era un proyecto comercial entre AEG y Siemens & Halske, hasta que Siemens lo abandonó en 1941.
En 1911, el káiser Guillermo II envió ingenieros de Telefunken a West Sayville (Nueva York) para levantar tres torres de radio de 180 metros de altura, contando con la colaboración de Nikola Tesla. Una estación de similares características fue construida en Nauen, estableciendo así la única red inalámbrica de comunicaciones entre América del Norte y Europa. En 1967 se fusionó con AEG, con lo que pasó a conocerse como AEG-Telefunken. Cuando AEG fue comprada por Daimler en 1985, la marca «Telefunken» fue eliminada. La marca comercial «Telefunken», no obstante, sigue siendo comercializada por DaimlerChrysler.
Walter Bruch desarrolló el sistema PAL de televisión en color en Telefunken; este sistema es el más utilizado en los sistemas televisivos fuera del continente americano hoy en día. Telefunken | USA™ fue constituida en 2001 para proporcionar servicios de renovación y fabricación de micrófonos Telefunken en Estados Unidos.
En 2005, Telefunken SenderSysteme Berlin fue renombrada Transradio SenderSysteme Berlin AG. La marca Transradio data de 1918, cuando Transradio fue fundada como una subsidiaria de Telefunken. Un año después, en 1919, Transradio introdujo la transmisión dúplex. Transradio está especializada en la investigación, el desarrollo y el diseño de sistemas modernos de radiodifusión en OM, VHF/FM y otros sistemas de comunicación internacional mediante ondas de radio.

Desde 2005, la empresa Telefunken Licenses GmbH concede licencias de uso de la marca «Telefunken». Los aparatos ofrecidos desde entonces solo tienen el nombre en común con la empresa original, pero se benefician de la reputación de una marca que, aún 30 años después de la desaparición de Telefunken AG, sigue presente en la memoria de la mayor parte de los consumidores en toda Alemania. 

Logo de Telefunken.

## Áreas de negocio
Entre 1903 y 1996, en las instalaciones de Telefunken y AEG-Telefunken se desarrolló y manufacturó una extensa gama de componentes, aparatos y sistemas que compartía la competencia de la marca en el ámbito de la ingeniería de alta frecuencia y de telecomunicaciones y la infraestructura necesaria para la fabricación de componentes. El abanico de productos incluía, entre otros:
- Calculadora analógica para uso militar y civil (control de tráfico aéreo, ciencia)
- Calculadora digital para uso militar y civil (control de tráfico aéreo, ordenador de procesos, tecnología de conmutación)
- Sistemas de transmisión por cable y sin cable
- Instalaciones electroacústicas, equipamiento para estudios de imagen y de sonido
- Válvulas termoiónicas (tubos de rayos catódicos (tubos de imagen), magnetrones, tubos de emisión, tubos de ondas progresivas)
- Instalaciones para control aéreo: dispositivos de radar, de radiogoniómetro y de detección
- Sistemas de despliegue y bombardeo para la marina
- Tecnología de fibra de vidrio
- Semiconductores (transistores, diodos, circuitos integrados, componentes de la tecnología solar y de infrarrojos)
- Componentes de frecuencia extremadamente alta (EHF) hasta 200 GHz
- Sistemas militares para la comunicación de datos y habla
- Sistemas de reconocimiento de patrones y habla
- Componentes pasivos
- Automatización para sistemas postales (reconocimiento de recibos, clasificación de cartas)
- Aparatos de radar para la navegación marítima y el control del tráfico
- Receptores de radio y televisión, reproductores de discos ópticos, reproductores de discos de vinilo, magnetófonos, videograbadoras
- Emisores de radio y televisión (emisor de radio AM para onda larga, media y corta, moduladores DRM, emisores VHF/FM y emisores DAB, así como emisores de televisión análogos y digitales)
- Reproductores de discos (disco de 78 RPM y de vinilo) y de casete.
- Tecnología de radio fija y móvil para empresas y administraciones
- Tecnología de conmutación para sistemas de comunicación de datos y habla
- Tecnología de tráfico de larga distancia (sistemas multiplex, tecnología de radiocomunicación por microondas y por satélite)

## Curiosidades
Frank Zappa hace alusión al micrófono Telefunken U 47 al final de su canción "Crew Slut" y en el tema "Sy Borg" de su álbum Joe's Garage. "It looks just like a Telefunken U 47" (Se parece a un Telefunken U 47). Al parecer era propietario de una gran colección de micrófonos alemanes, y el U 47 era uno de sus favoritos. El micrófono fue un diseño de Neumann y durante los años 40, 50 y 60 fue distribuido por Telefunken bajo esta misma marca ya que Telefunken adquirió los derechos en excusiva sobre este micrófono. Que en realidad es un diseño de Georg Neumann.
El Reno Renardo también cita la TV Telefunken en su tema "Crecí en los 80", cuando repasa los conceptos clásicos de esta década.
SFDK también cita la TV telefunken en su tema, 'bailes de salón' en su disco SFDK 2005.
Los Chikos del Maíz también citaron a Telefunken en su tema 'Forjado a Fuego'.
En el libro El Libro de los Susurros, Varujan Vosganian, nombra el Telefunken como único medio de comunicación en ese momento en Rumanía.
En la novela La isla de las tormentas de Ken Follett se menciona a Telefunken como fabricante de las maletas Klamotten que contenían radio-transmisores usados por espías alemanes durante la Segunda Guerra Mundial. 
Los Ganglios hicieron una canción llamada "Gafas de aluminio Telefunken".

## Modelos antiguos de Telefunken
- Radioreceptores Telefunken Super Heterodyne Series.
- Radioreceptores Telefunken Gavotte Series.
- Radioreceptores Telefunken Jubilete Series.